# Flatbed Buggy
Flatbed Buggy ist ein Jazzalbum von Rudy Royston. Die im April 2018 in den Teaneck Sound Studios, Paramus, New Jersey, entstandenen Aufnahmen erschienen 2018 auf Greenleaf Music.

## Hintergrund
Obwohl der Schlagzeuger in Denver aufgewachsen ist, besuchte Royston seinen Vater häufig in seiner Heimat Texas. Diese Musik erinnert an die Kindheitstage, die er inmitten der Freuden ländlicher Eskapaden verbrachte, notierte Jim Macnie. Einige seiner nachhaltigsten Kindheitserinnerungen sind mit dem „staubigen“ Hinterland verbunden. Royston spielte das Album mit Hank Roberts am Cello und Gary Versace am Akkordeon, John Ellis (Tenorsaxophon, Bassklarinette) und Joe Martin am Bass ein.

## Titelliste

Der titelgebende „Flatbed Buggy“ im Amish County in Pennsylvania

- Rudy Royston: Flatbed Buggy (Greenleaf Music GRE-CD-1065)[3]

1. Soul Train	9:44
2. Bed Bobbin'	0:36
3. Flatbed Buggy	5:45
4. boy . . . MAN	5:43
5. Twirler	5:24
6. Dirty Stetson	0:33
7. Hourglass	7:16
8. Bobblehead	5:52
9. The Roadside Flowers	6:55
10. Hold My Mule	0:36
11. girl . . . WOMAN	11:08
12. I Guess It's Time to Go	1:36

Die Kompositionen stammen von Rudy Royston.

## Rezeption

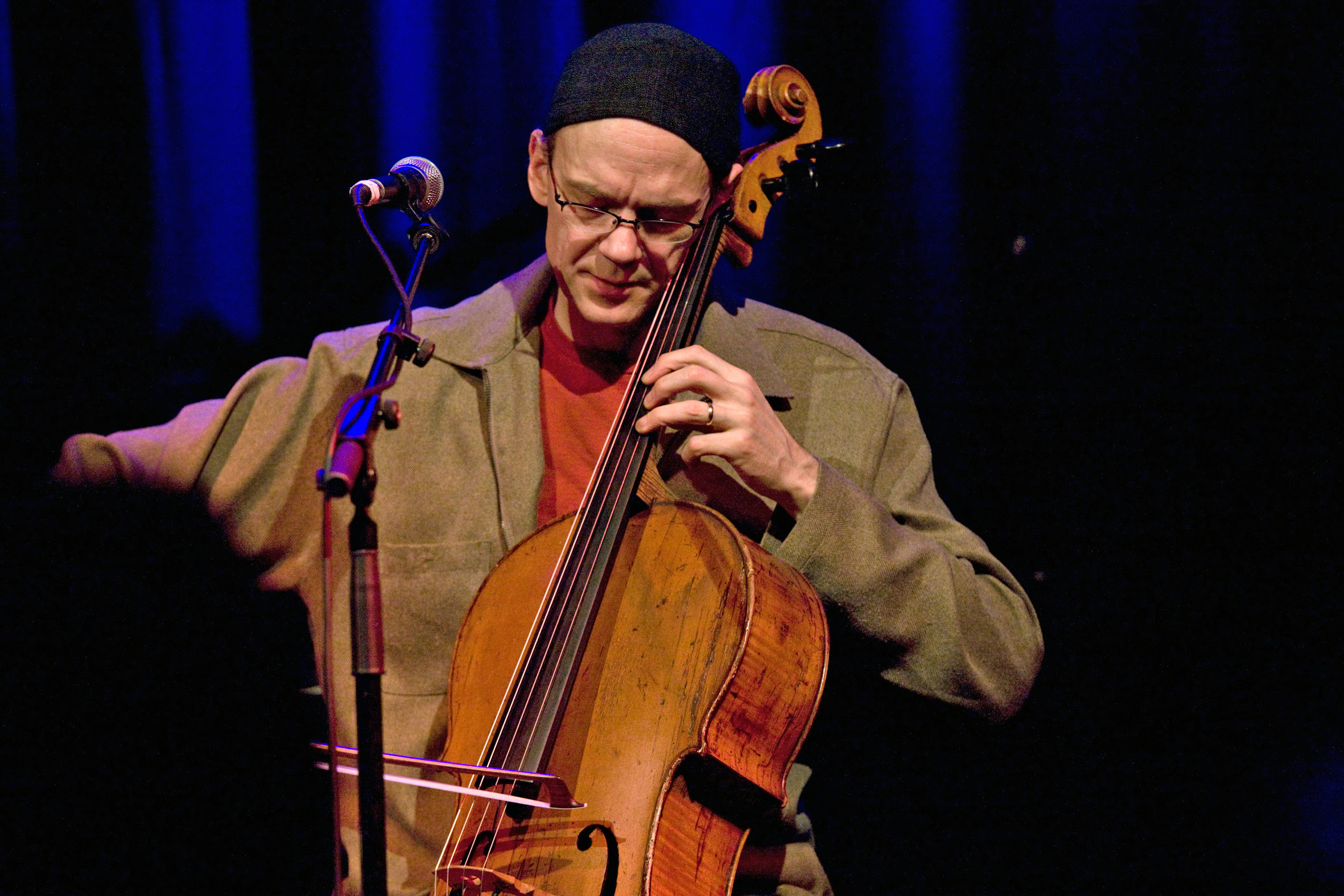
Hank Roberts bei einem Auftritt im Stadtgarten Köln 2008

Nach Ansicht von Troy Dostert, der das Album in All About Jazz rezensierte, setzt Flatbed Buggy Roystons vielversprechende Erfolgsbilanz mit einer gewinnenden Musik fort, die es schaffe, den schwierigen Grat zu meistern, gleichzeitig erdig und raffiniert zu klingen. Royston wollte, dass die Musik Erinnerungen an die Sommer festhält, die er mit seinem Vater im ländlichen Texas verbracht hat, und diese Stücke hätten einen robusten Americana-Vibe, nicht unähnlich Bill Frisells Herangehensweise – eine starke Parallele zu dessen This Land (Nonesuch, 1994). Und Roystons Liebe zur Melodik sei hier auch offensichtlich, wie man auf einem Großteil der Musik finde, die er mit einem anderen seiner häufigen Partner, dem Trompeter Ron Miles, gemacht hat. Die Instrumentierung hier sei besonders effektiv, um eine beschwingte Vielfalt zu bieten, wobei John Ellis’ Bassklarinette wunderbar mit Hank Roberts’ Cello und Joe Martins Bass verschmelze und Gary Versaces erhabene Akkordeonparts über der Oberfläche schweben, um die emotionale Kraft der Musik zu verstärken.
Während Rudy Roystons erste zwei Alben als Bandleader (303 und Rise of Orion) starke Beispiele für einen führenden New-Millennium-Jazz gewesen seien, so Thomas Conrad in JazzTimes, sei Flatbed Buggy eine absolute Überraschung; es sei „ein Eintauchen in Nostalgie, eine Feier seiner ländlichen Wurzeln“. Das Album würde die Kindheits-Erinnerungen in bittersüße Melodien und verführerische Country-Rhythmen übersetzen und vertraue sie einem Kammerjazz-Quintett mit ungewöhnlicher Instrumentierung an. Die leicht nasalen Klänge von Hank Roberts‘ Cello und die schrillen Seufzer von Gary Versaces Akkordeon seien zentral für die bodenständige Atmosphäre dieses Albums und auch für seine harmonische Vielfalt. Die eindringlichen Klänge des Ensembles seien „irgendwie sowohl fremd als auch vertraut, als ob sie bereits existieren, nicht nur in Roystons Unterbewusstsein, sondern auch in unserem.“
Jim Macnie gab dem Album im Down Beat dreieinhalb von fünf Punkten. Lobend bemerkte er, dass Flatbed Buggy zeige, wie weitreichend Roystons Zugang gegenwärtig sei. Indem er Abwechslung betone und Routine-Jazz-Tricks vermeide, würde er signalisieren, dass er bereit sei, das Risiko einzugehen, „seiner Muse auf ungewöhnliche Wege zu folgen“. Die von Royston gewählte Konstellation sei absolut erfrischend. Leicht sentimental, oft filmisch geprägt, habe das Programm einen eigenwilligen Sinn für Anmut, der sich selbst dann aufrechterhalte, wenn die Dynamik wirklich zu versickern beginne. Die gemütliche Herangehensweise der Band an das Zusammenspiel sei genau richtig und erinnere an pastorale Schönheit mit der Art von Poesie, die Bill Frisell auf dem Album Big Sur (OKeh) vorgelegt habe. Für Royston sei Flatbed Buggy eine Reise aufs Land, die ihm viele neue Perspektiven eröffne.